# Нітранський князь

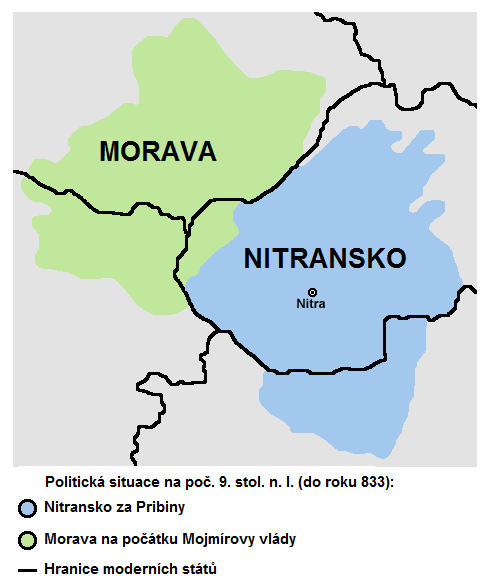
Нітранське князівство до 830-х р.

Нітранський князь — володарі (правителі) ранньослов'янського Нітранського князівства на території сучасної Словаччини.
Імена перших Нітранських князів залишились невідомі. Словацькі державні утворення на цих теренах починають формуватись з V ст. н. е. Під час антиаварського повстання слов'ян (622—623), коли також виникли подібні князівства в Каринтії та Панонії (Carinthia, Carniola, Savinja, …) існувало також князівство на території Нітрії. Пізніше територія західної Словаччини та Моравії увійшла до складу Держави Само. Наприкінці VII століття Аварський каганат знову проник за Дунай. У відповідь на його експансію моравські слов'яни побудували кілька фортець на кордоні каганату (Мікулчіце, Погансько), а також Нітра отримала новий розвиток.
До 830-х років Нітрія була переважно язичницькою, з невеликою кількістю християн. Перші згадки про Нітранських князів пов'язані з християнізацією цього краю. У 828 році в результаті болгарської експансії в Паннонію, були встановлені перші офіційні контакти між Нітрією та франками. Зальцбурзький архієпископ Адалрам відвідав Нітру і освятив тут перший християнський храм.

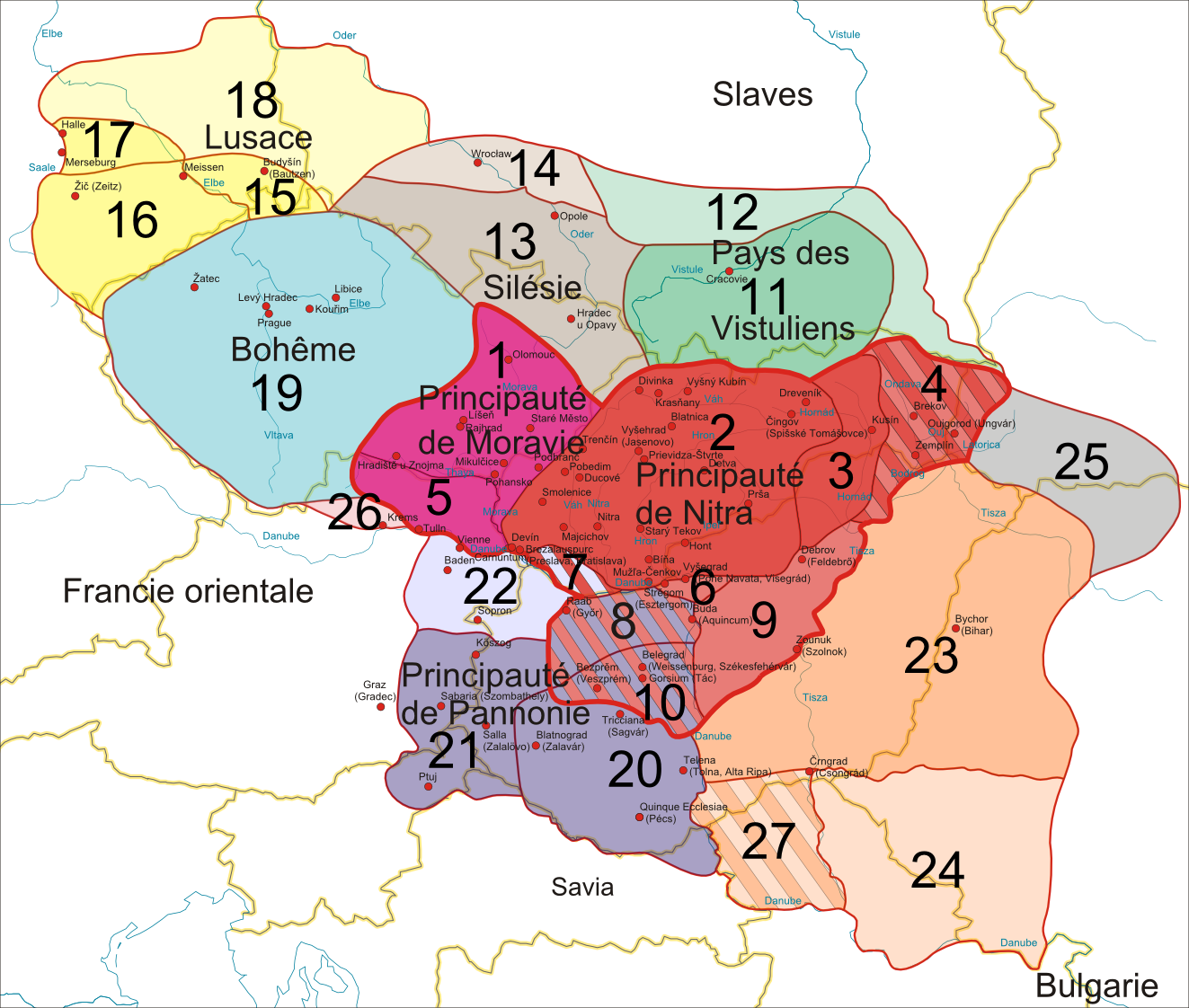
Нітранське князівство у складі Великої Моравії

## Династія Моймировичів

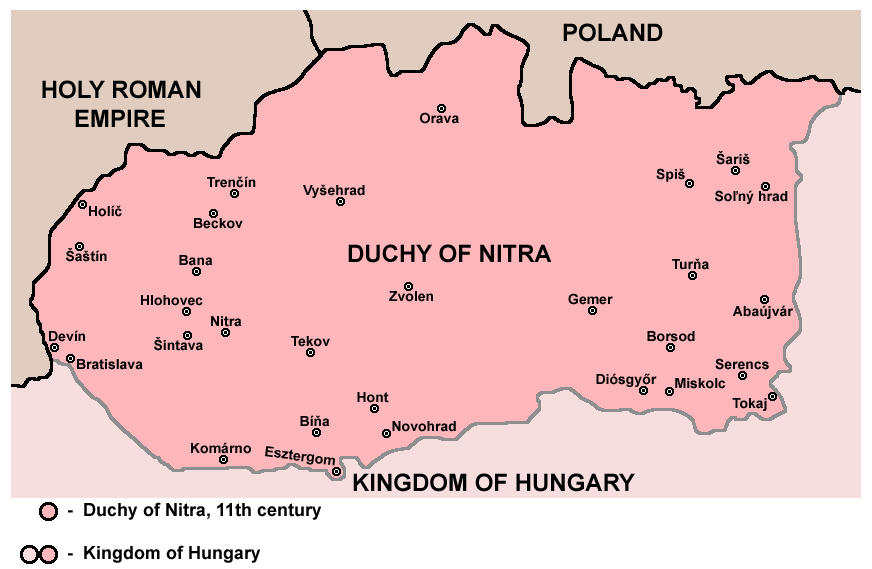
Нітранське князівство в ХІ ст.

Перші відомі володарі Нітранського князівства були з династії Моймировичів.
- Прібіна (825—833)
- Моймир I (833—846)
- Святополк I (? — 894)
- Святополк II (894—906/925)
- Предслав (??? — ???) також князь Братиславський.

## Нітранське князівство (герцогство)
У Х столітті до Паннонського Дунайського басейну почалась агресія та окупація цих території угорськими племенами, які також проникли на територію Нітрії, що була окупована угорцями близько 920 року. Деякий час територія Нітранського князівства перебувала під впливом польських П'ястів.
- Арпад (? — ?)
- Золтан (925—949)
- Файс (949—955)
- Такшонь (955—970)
- Михайло (971—997) Арпади
- Болеслав І (? 1000—1025) П'ясти
- Мешко (1025—1029) П'ясти
- Володислав Лисий (1029 — ?) Арпади
- Безприм (1029—1030) П'ясти
- Василь (1030—1031) Арпади
- Емерик (1031) Арпади
- Самуїл Аба (1038—1041) Абовці
- Зубур (1042—1044) правив за князя Бретислава I, коли Нітранське князівство повернулось до Моравії
- Домослав-Богуслав (1042, 1046—1048), син Володислава Лисого і української княжни Прямислави Володимирівни
- Бела I (1048—1060) Арпади
- Ладислав І (??? — ???) Арпади
- Алмош (??? — 1108) Арпади.